# Самра (рэпер)
Са́мра (нем. Samra, настоящее имя: Хуссейн Аккуш, Hussein Akkouche) — немецкий рэпер из Берлина.

## Биография
В 2017 году Бушидо подписал Самру на свой лейбл EGJ.
В июне 2018 года Самра достиг 1-го места в Германии в качестве гостя на треке Бушидо «Für euch alle».
В октябре 2018 года Самра был ненадолго арестован в Праге после того, как кто-то позвонил в полицию и сообщил, что в отеле остановились четверо вооружённых мужчин. Это были Самра со съёмочной группой, снимавшие в Праге видеоклип. Среди оружия, изъятого у них полицией, были несколько пистолетов, мачете, ручная граната РГД-5 и противотанковая ракетница (противотанковый гранатомёт) РПГ-75.
В ноябре 2018 года, в 23 года, Самра записал на свой счёт первую песню номер 1 в Германии — «Cataleya».
В январе 2019 года появились сообщения, что Самра покинул основанный Бушидо лейбл.
В марте 2019 года Самра выпустил совместный сингл с Капиталом Бра. Эта песня, озаглавленная «Wir ticken», дебютировала на 1-м месте в Германии.

## Сценический псевдоним
Как пишет немецкий музыкальный портал Laut.de, исполнитель выбрал себе несколько необычный псевдоним: Самра — арабское женское имя, означающее «Тёмная».

## Дискография
См. раздел дискографии в английской Википедии.